# Heterorrhina amoena
Heterorrhina amoena är en skalbaggsart som beskrevs av Hope 1841. Heterorrhina amoena ingår i släktet Heterorrhina och familjen Cetoniidae. Inga underarter finns listade i Catalogue of Life.